# Tatjana Pinto
Tatjana Lofamakanda Pinto (Münster, 2 luglio 1992) è una velocista tedesca.

## Palmarès
| Anno | Manifestazione    | Sede           | Evento      | Risultato  | Prestazione | Note                                     |
| ---- | ----------------- | -------------- | ----------- | ---------- | ----------- | ---------------------------------------- |
| 2010 | Mondiali juniores | Moncton        | 100 m piani | 6ª         | 11"80       |                                          |
| 2010 | Mondiali juniores | Moncton        | 4×100 m     | Argento    | 43"74       |                                          |
| 2011 | Europei juniores  | Tallinn        | 100 m piani | Bronzo     | 11"48       |                                          |
| 2011 | Europei juniores  | Tallinn        | 4×100 m     | Oro        | 43"42       |                                          |
| 2012 | Europei           | Amsterdam      | 100 m piani | 8ª         | 11"62       |                                          |
| 2012 | Europei           | Amsterdam      | 4×100 m     | Oro        | 42"51       |                                          |
| 2012 | Giochi olimpici   | Londra         | 4×100 m     | 5ª         | 42"67       |                                          |
| 2013 | Europei indoor    | Göteborg       | 60 m piani  | Batteria   | 7"41        |                                          |
| 2013 | Europei under 23  | Tampere        | 100 m piani | Bronzo     | 11"50       |                                          |
| 2013 | Europei under 23  | Tampere        | 4×100 m     | Oro        | 43"29       |                                          |
| 2013 | Mondiali          | Mosca          | 100 m piani | Semifinale | 11"54       |                                          |
| 2013 | Mondiali          | Mosca          | 4×100 m     | 4ª         | 42"90       |                                          |
| 2014 | World Relays      | Nassau         | 4×100 m     | 6ª         | 43"37       |                                          |
| 2014 | Europei           | Zurigo         | 100 m piani | Semifinale | 11"48       |                                          |
| 2014 | Europei           | Zurigo         | 4×100 m     | Batteria   | dnf         |                                          |
| 2015 | World Relays      | Nassau         | 4×100 m     | Batteria   | dnf         |                                          |
| 2016 | Mondiali indoor   | Portland       | 60 m piani  | Semifinale | 7"22        |                                          |
| 2016 | Europei           | Amsterdam      | 100 m piani | 6ª         | 11"33       |                                          |
| 2016 | Europei           | Amsterdam      | 4×100 m     | Bronzo     | 42"48       |                                          |
| 2016 | Giochi olimpici   | Rio de Janeiro | 100 m piani | Semifinale | 11"32       |                                          |
| 2016 | Giochi olimpici   | Rio de Janeiro | 4×100 m     | 4ª         | 42"10       |                                          |
| 2017 | World Relays      | Nassau         | 4×100 m     | Oro        | 42"84       | Miglior prestazione mondiale stagionale  |
| 2017 | World Relays      | Nassau         | 4×200 m     | Argento    | 1'30"68     |                                          |
| 2017 | Mondiali          | Londra         | 100 m piani | Batteria   | dq          |                                          |
| 2017 | Mondiali          | Londra         | 4×100 m     | 4ª         | 42"36       |                                          |
| 2018 | Mondiali indoor   | Birmingham     | 60 m piani  | Semifinale | 7"18        |                                          |
| 2018 | Europei           | Berlino        | 100 m piani | Semifinale | 11"26       |                                          |
| 2018 | Europei           | Berlino        | 4×100 m     | Bronzo     | 42"23       |                                          |
| 2019 | Mondiali          | Doha           | 100 m piani | Semifinale | 11"29       |                                          |
| 2019 | Mondiali          | Doha           | 200 m piani | Semifinale | 23"11       |                                          |
| 2021 | Giochi olimpici   | Tokyo          | 100 m piani | Semifinale | 11"35       |                                          |
| 2021 | Giochi olimpici   | Tokyo          | 4×100 m     | 5ª         | 42"12       |                                          |
| 2022 | Mondiali          | Eugene         | 4×100 m     | Bronzo     | 42"03       | Miglior prestazione personale stagionale |
| 2022 | Europei           | Monaco         | 100 m piani | Semifinale | 11"55       |                                          |

## Altre competizioni internazionali
2013
- Campionati europei a squadre di atletica leggera ( Gateshead)

2014
- Campionati europei a squadre di atletica leggera ( Braunschweig)